# Viborg (stad)
Viborg is een stad in Denemarken. Tot 2007 was Viborg de hoofdplaats van de gelijknamige provincie. Tegenwoordig is het de hoofdplaats van de regio Midden-Jutland en van de gemeente Viborg. De stad telt 40.621 inwoners (2018).

## Naam
De naam Viborg heeft door de eeuwen heen verschillende schrijfvormen gehad, zoals Wibiærgh, Wybærgh, Wiburgh en - in het Latijn - Wibergis. Het woorddeel Vi komt uit het Ouddeens en betekent (heidens) heiligdom, terwijl het deel Borg wijst op een hoogte in het terrein. De naam Viborg betekent dus 'de heilige plek op de heuvel'.

## Geschiedenis
Viborg is een van de oudste steden van Jutland. De stad heeft een lange geschiedenis als bisschopsstad (sinds 1065) en handelscentrum. De eerste koning van Denemarken, genaamd Hardeknoet, werd in Viborg gekroond.

## Bezienswaardigheden
- Dom van Viborg (kathedraal met werken van Joakim Skovgaard)
- Joakim Skovgaard Museum

## Sport
Viborg FF is de betaaldvoetbalclub van Viborg en speelt haar wedstrijden in de Energi Viborg Arena. Viborg FF won in 2000 de Deense voetbalbeker.

## Geboren
- Nicolai Vollquartz (1965), voetbalscheidsrechter
- Steffen Højer (1973), voetballer
- Christina Scherwin (1976), atlete
- Jonas Flodager Rasmussen (1985), zanger
- Alexander Juel Andersen (1991), voetballer
- Anton Gaaei (2002), voetballer